# Uchuu Keiji Gyaban
Uchuu Keiji Gavan (宇宙刑事ギャバン, Uchū Keiji Gyaban, traduzido como Detetive Espacial Gavan, e lançada no Brasil sob o título de Space Cop) é a primeira série de televisão do gênero tokusatsu da franquia Metal Hero. Foi produzida pela Toei Company, e exibida originalmente entre 5 de março de 1982 e 25 de fevereiro de 1983 pela TV Asahi. A série é a primeira da trilogia dos Policiais do Espaço, continuada pelas duas séries seguintes, Sharivan e Shaider. No Brasil, foi transmitida pela Rede Globo a partir de 4 de março de 1991  na Sessão Aventura, quando foram exibidos apenas os 20 primeiros episódios. Posteriormente, foi remanejado para o extinto Xou da Xuxa, quando os 44 episódios foram milagrosamente exibidos. Também foi TV Gazeta subsequentemente no mesmo ano, no programa Gazetinha.

## História
A Organização Criminosa Makuu percorre o espaço conquistando planetas, matando seus habitantes e escravizando seus povos. A União da Polícia Galáctica envia o oficial Takeshi Ichijouji (Retsu Ichijouji no original) para a Terra para que detenha a invasão de Makuu. O pai de Retsu também foi Policial do Espaço e foi capturado pela Makuu anos atrás. Ao chegar à Terra, Retsu usa a Combat Suit prateada e todas as suas armas de alta tecnologia contra a Makuu, dizimando seus monstros um a um, ao mesmo tempo em que procura pelo pai desaparecido.

## Personagens
- Retsu (Takeshi no Brasil) Ichijoji/Gaban: Herói da série, combate a Makuu e quando está trabalhando no Clube de Equitação Avalon, no final da série é promovido ao cargo de capitão. Transforma-se ao dizer "Gavanizar" (Jouchaku no original, depois pronunciado na versão dublada, Youdubb), referente ao nome que assume, transformação na dublagem brasileira e energia na sequencia de Sharivan. Após derrotar Makuu, Gaban volta à estrela Bird, como Capitão da Polícia Intergaláctica, ficando assim responsável pela proteção de toda a galáxia, ajudando Sharivan em sua luta contra a organização Mad, e depois, retorna à sua estrela e luta contra as ameaças que surgem. Casa-se com Mimi, em eventos posteriores a vitória de Shaider, sucessor de Sharivan. Posteriormente aparece coprotagonizando Gavan:O Filme, já mais velho, no qual incentiva Geki, o seu novo sucessor a lutar contra Makuu e ajuda na guerra contra esses vilões. Mais tarde, com a aposentadoria do comandante Kom, Takeshi é indicado por seus superiores e torna-se o novo comandante -geral da Polícia Galáctica.
- Mimi: Filha única e mimada do Comandante Kom, parceira de Gaban e prima da Shelly. Através da Visão Laser se transforma num periquito australiano para espiar Makuu. Apaixonada por Gaban, ela é capaz de ter atitudes infantis e se tornar ciumenta para defender esse amor e o apoia em qualquer circunstância. Possui a capacidade de ter outros pressentimentos, como sonhou com a morte de Gaban. No meio da temporada, sua mãe adoece e ela volta para resolver questões de família enquanto Marin vai a Terra para auxiliar Gaban. Sua habilidade extrassensorial também foi importante para rastrear a base da Mad e Maoh Saiki. Depois na batalha final contra os Fuuma, Mimi se casa com Gaban, revelado no Crossover os três Uchuu Keiji.
- Comandante Kom: Comanda a União da Polícia Galáctica. Sempre aparece conversando com Gyaban. Reaparece no novo filme de Gyaban, já idoso, pouco antes de se aposentar.
- Marin: É a secretária do Comandante Kom. Ajuda Gaban e auxilia em algumas tarefas da Mimi enquanto ela resolvia alguns problemas de família.
- Tsukiko: É a irmã adotiva de Gaban que aparece na série a partir do episódio 11. Foi criada por Voiser a partir do momento que seus verdadeiros pais foram mortos pelo Caçador Maligno.
- Sr. Gousuke: É um senhor já idoso que dirige o Clube de Equitação Avalon em que Gaban passa a trabalhar. Sempre bem humorado, ele aparece com certa regularidade na série.
- Yuuchi e Wakaba: São duas crianças, um menino e uma menina que aparecem com frequência na série. São netos do Sr. Gousuke e moram junto ao avô no clube de equitação.
- Kojiro: Todo atrapalhado e azarado, é o personagem cômico da série.
- Alan(ep. 30-31): Policial do Espaço habitante do planeta Beeze. Ele veio à Terra em busca de uma princesa raptada por Makuu.
- Den Iga/Sharivan: Nativo da Ilha Iga, aonde trabalhava como patrulheiro florestal. Confundiu Gaban como membro da Makuu e se desculpou pelo mal-entendido. Ajudou seu antecessor (Gaban) em sua luta contra a sociedade Makuu em que enfrenta Buffalo Doubler, aonde recebeu um ferimento mortal no episódio 42. Então Gaban o salva e o envia para a Estrela Bird. Graças à ciência da Estrela Bird, Den Iga se recupera e recebe um treinamento especial, tornando-se assim o Policial do Espaço Sharivan e retribui o favor no episódio 44 quando salva Gaban das mãos de Kiba e Sandorba.

## Organização Criminosa Makuu
É uma organização de criminosos com objetivo de expor a desordem no planeta. Sua fortaleza é o Castelo Makuu, localizado no Espaço Makuu. Desejam conquistar o Planeta inteiro espalhando o caos através das habilidades criminosas e guerrísticas de seus integrantes.
- Don Holler/Don Horror (ep.01-44): O vilão principal da série, e líder da Organização Criminosa Makuu, é uma assustadora estátua branca com duas caras superpostas: a primeira é do monstro e a segunda é humana. Possui seis braços, dos quais apenas dois se mexem. Ele vive cercado pelos seus súditos, e pelas suas "assistentes" as Horror Girls. Vive em seu castelo voador, escondido num vórtice temporal.Sua cabeça também se move, como visto no último episódio,onde luta contra Gaban, sendo morto pelo próprio. Reaparece em Gaban: O filme como um fantasma no qual os vilões tentam ressuscitá-lo.
- Caçador Maligno/Hunter Killer (ep.01-30, 42) É o Braço direito de Don Holler, ele traiu a Polícia Galáctica quando investigava o Grupo Makuu junto com o pai de Gaban, Voiser, aliando-se assim, ao Grupo Makuu, que mais tarde, após uma traição no plano de destruir Gaban, foi punido por Don Holler sendo arremessado ao espaço para morrer. Reaparece no episódio intitulado (O Pai de Gaban Está Desaparecido) dando informação sobre a localização do Grupo Makuu à Polícia Galáctica.
- Sandorba (ep.30-44): Ele é filho de Don Holler, aparece no episódio intitulado (O Filho de Don Holler Retorna ao Castelo) tomando o lugar do Caçador Maligno como General., muito impiedoso e cruel, ele vem junto com sua mãe, a bruxa Kiba, deu bastante trabalho a Gaban, sendo derrotado no último episódio, juntamente com sua mãe.
- Bruxa Kiba (ep.30-44): Ela é a mãe de Sandorba, ela estava a cada combate auxiliando em seus planos, como também arquiteta diversas estratégias para acabar com Gaban, mesmo que tenha que passar Don Holler para trás. Ela não é bem-vinda por Don Holler e não parece ter boas relações com ele, o que dá a entender que eles já se separaram há muitos anos. Morre no último episódio com seu filho Sandorba.
- Monstros-Bem (ep.01-12): São eles os monstros da Organização Secreta Makuu e que aparecem até o episódio intitulado (Menino Ufo) onde posteriormente seriam fundidos com os guerreiros Doubler, eles são: Shako, Gamara, Condor, Sasori, Dokuja, Omadako,Samurai Ari, Kaenzaru, NijiCho, Armadillo, Goat e Sai.
- Guerreiros-Doubler (ep.01-12): Aparecem também até o episódio intitulado (Menino Ufo) são uma espécie de homens-monstros oriundos de outro planeta que ocupam uma posição hierarquicamente mais elevada que os monstros-Bem normais.
- Monstros-Doubler (ep.01-12): É o resultado da fusão entre os monstros Bem e os Guerreiros Doubler.
- Soldados Crushers (ep.01-44): Eles são os servos que faziam serviços operacionais do Grupo Makku.
- Horror Girls (ep.01-44): São elas as assistentes de Don Holler, uma delas tem cabeça de pássaro e que não fala, apenas fica dançando e dando risadas histéricas e macabras. A outra, com aparência insetóide, algumas vezes assume a forma humana para espionar Gaban sem ser percebida.

## Outros
- Voicer: Pai de Gaban, ele era um antigo policial do espaço, traído por seu ex-companheiro Caçador Maligno e capturado pelos Makuu. Ele foi forçado a construir o Hoshino Cannon, uma arma que pode destruir um planeta, mas manteve os planos em segredo, mesmo depois de ter sido torturado. Ele foi salvo da prisão por seu filho.Foi trazido de volta para Dolgiran mas morreu logo depois, com o projeto secreto para o canhão escrito na palma da sua mão.
- Saburo(ep. 16): Garoto vindo do Planeta dos Lagos. Foi o primeiro amor de Wakaba. Ele veio para a Terra com seu pai Dr. Bud. Teve seu pai morto e continuava sua vida sendo criado por uma androide chamada Kasumi. Ela foi destruída por um monstro. No fim, ele volta para o seu planeta.
- Monica(ep. 28): Inicialmente ela aparece como uma velha. Nisso, faz um pacto com Don Holler e rejuvenesce através da flor da vida Eterna. Acaba sendo morta por um monstro de Makuu.
- Princesa Lyn(ep. 31): Essa garota estava sendo perseguida por Makuu. Nisso, a missão de Alan ao vir à Terra era exatamente isso: salvar a princesa. Aparentemente, ela deveria servir a Polícia Espacial pelo fato de seu uniforme.
- Princesa Lirara(ep. 37): Vinda do planeta Hopper. Possui a forma de uma criatura parecida com uma borboleta e vem a Terra na forma humana. É feita de refém por Makuu e salva por Gaban no final.

## Veículos
- Dolgiran - a nave de Gaban. Possui um comando de defesa acionado por Gaban.
- Dolu- conhecido por Fera Estelar Dolu. quando Gaban fala: "Preciso de ajuda Dolu" (Denshi Seijū Doru no original), a parte inferior desprende-se formando o dragão robô.
- Cybarian (Cyberian no original) - a moto de Gaban, capaz de conduzi-lo de forma segura até o Espaço Makuu, parecido como o Side Car. O Side Car foi relançado na série Metalder para dar nome de Side Phantom, conhecido e pronunciado como Speed Side Car. 
  - Arma: Raios duplos.
- Gavion (Gyabion no original) - o tanque de Gaban. Em seu interior fica armazenado o veículo Super Broca (Scooper no original). Armas: "Gavion laser" e "Foguete gavion".
- Mogriran- Um veículo que tem uma imensa perfuratriz, armazenado dentro e à frente da cabine de controle do Tanque Sharinger. Foi utilizado uma vez por Gaban para salvar a Tsukiko. Armas: Projétil Mogriran.

## Armas e ataques
- Raio Lazer Z (braço direito)/Raio Prateado (braço esquerdo); [Laser Z Beam (direito), Silver Beam (esquerdo)]: a arma de Gaban disparada diretamente de sua mão, sem nenhum auxílio de pistola ou coisa parecida. Pode ser feito também quando Gaban dá o comando para Dolu disparar através de seus olhos. Seccionados na mão direita na primeira dublagem e raio laser no Sharivan, Superativados com a esquerda na primeira série.
- Visor laser (Laser Scoope no original) - Serve para encontrar inimigos camuflados em pleno combate, ou para descobrir alguma base secreta, quando necessário.
- Escudo laser (Barrier no original) - Pouco utilizado por Gaban, serve para se proteger de ataques inesperados.
- Espada Laser (Laser Blade no original) - a espada de Gaban, com a qual desfere o "Dinâmico Gavan", traduzido para "Gaban Vencerá!" (Gavan Dynamic no original) que derrota os monstros da Makuu. A execução do golpe é acompanhada de uma cena em que exibe um cenário negro, acompanhado de vários raios, erguendo e desferindo um golpe luminoso em formato vertical, além de uma música especial (BGM) chamada Ijgen Dai-Kessen.
- Sonar Eletromagnético (Electro Sonar no original): acoplada no canto esquerdo da cabeça, usada apenas para rastrear inimigos ocultos como se fosse um radar.
- Chute Gaban: conhecido como super chute.
- Soco Gaban (Gyaban Punch no original) conhecido como super soco.
- Chute Espiral(Spiral Kick no original): Gaban dá um chute apenas com um pé.
- Bombardeio Dimensional (Dimension Bomber no original): conhecido como bomba veloz, Gaban dá um rodopio dando soco com ambas as mãos.
- Evaporação Vácuo: Gaban pode desmaterializar na forma de luz para confrontar o grupo Makuu.

## Lista de episódios
| Número do episódio | Título do episódio                       | Inimigo(s) do episódio                             | Protagonista(s) / Foco do episódio                |
| ------------------ | ---------------------------------------- | -------------------------------------------------- | ------------------------------------------------- |
| 01                 | A Base Secreta do Mal                    | Shako Monster(ninfa), Doubleman Zombie             | Gyaban                                            |
| 02                 | O Japão À Beira de uma Invasão           | Gamara Monster(sapo), Doubleman Zombie             | Gyaban                                            |
| 03                 | Projeto Sabotado                         | Condor Monster(condor), Doubleman Zombie           |                                                   |
| 04                 | O Elmo Maligno                           | Sasori Monster(escorpião), Doubleman Mad           |                                                   |
| 05                 | A Vida de Gyaban por um Triz             | Dokuja Monster(cobra), Doubleman Spectral(demônio) | Gyaban                                            |
| 06                 | Escola de Gênios                         | Omadako Monster(polvo), Doubleman Zombie           |                                                   |
| 07                 | Inocência em Risco                       | Samurai Ari Monster(formiga), Doubleman Zombie     | Gume                                              |
| 08                 | Gyaban, um Inimigo?                      | Kaenzaru Monster(macaco), Doubleman Melkan(gato)   | Gyaban                                            |
| 09                 | A Terrível Bomba Química                 | Doubleman Hydra(lagarto)                           | Professor Sugimon                                 |
| 10                 | Operação Robotizada                      | NijiCho Monster(borboleta), Doubleman Zombie B     |                                                   |
| 11                 | Gyaban Vai Salvar Seu Pai                | Armadillo Monster(tatu), Doubleman Zombie C        | Gyaban                                            |
| 12                 | Menino UFO                               | Goat Monster(bode), Doubleman Bad(morcego)         |                                                   |
| 13                 | Takeshi em Apuros                        | Sai Doubler(rinoceronte), Doubleman Rinoman        | Professor Katsuki                                 |
| 14                 | Amor, Triste Separação                   | Sai Doubler(rinoceronte)                           | Gyaban                                            |
| 15                 | Um Fantasma, Uma Sombra                  | Shamo Doubler(frango)                              | Gyaban                                            |
| 16                 | O Primeiro Amor é Inesquecível           | Kama Doubler(louva-a-deus)                         | Wakaba e Saburo                                   |
| 17                 | Disparada a Bomba-Relógio                | Hyo Doubler(pantera)                               | Gyaban e Mimi                                     |
| 18                 | O Palácio do Rei Dragão                  | Aogame Doubler(tartaruga)                          |                                                   |
| 19                 | Problemas na Transformação               | Kyoryuu Doubler(dinossauro)                        | Gyaban                                            |
| 20                 | Aproxima-se a Destruição da Humanidade   | Kera Doubler(grilo)                                |                                                   |
| 21                 | Operação Abelhinha                       | Mitsubachi Doubler(abelha)                         |                                                   |
| 22                 | Um Iate Navega Rumo ao Sol               | Krage Doubler(medusa)                              | Hayami Rikiya                                     |
| 23                 | Uma Carruagem em Meio às Brumas          | Kumo Doubler(aranha)                               |                                                   |
| 24                 | O Pesadelo de Mimi                       | Saber Doubler(tigre dentes-de-sabre)               | Mimi                                              |
| 25                 | Uma Flor Mágica Suspeita                 | Goshiki Doubler(flor)                              |                                                   |
| 26                 | Floresta Sombria                         | Gas Doubler                                        |                                                   |
| 27                 | Há Algo Errado na Escola                 | Jaaku Doubler                                      | Yuuichi e Wakaba                                  |
| 28                 | A Flor do Amor                           | Hakkotsu Doubler(esqueleto)                        | Gyaban e Mônica                                   |
| 29                 | Programação para Assassinar              | Magic Doubler(coruja/mágico)                       |                                                   |
| 30                 | O Filho de Dom Horror Retorna ao Castelo | Keibi Doubler e San Dorba                          |                                                   |
| 31                 | A Princesa Transformada em Boneca        | Warler                                             | Alan e Princesa Lyn                               |
| 32                 | Uma Entidade Fantasma Comedora de Gente  | Totsugeki Doubler                                  | Gyaban                                            |
| 33                 | Nova Operação no Mercado                 | Kaibutsu Doubler                                   |                                                   |
| 34                 | A Memória Às Vezes Fere                  | Doctor Doubler                                     | Yuuichi                                           |
| 35                 | San Doruba, Jovem Leão Maku              | Robotto Doubler                                    | Mareen e Tsukiko                                  |
| 36                 | Crise no Estúdio Cinematográfico         | Urami Doubler                                      | Gyaban                                            |
| 37                 | A Aventura de Lirara                     | Anahori Doubler(réptil indefinido)                 | Princesa Lirara                                   |
| 38                 | Espada Forte pela Justiça                | Gang Doubler                                       |                                                   |
| 39                 | Minha Casa Virou uma Base da Makuu       | Nottori Doubler                                    |                                                   |
| 40                 | No Vale da Morte                         | Youkai Doubler                                     | Shiro                                             |
| 41                 | Uma Situação Difícil de Resolver         | Jigoku Doubler                                     | Gyaban                                            |
| 42                 | O Pai de Gyaban está Desaparecido        | Buffalo Doubler(búfalo)                            | Gyaban e Den Iga                                  |
| 43                 | Muito Obrigado, Pai!                     |                                                    | Gyaban e Boiser                                   |
| 44                 | Gyaban vs. Maku: O Confronto Final       | Don Holer, Kiba e San Dorba                        | Gyaban                                            |
|                    | Gavan: O Filme                           | Brighton, Zan Vardo, Majon Kill e Lizard Doubler   | Gyaban Type G, Gyaban, Sharivan, Shaider e Itsuki |

## Filmes
- Kaizoku Sentai Gokaiger vs. Uchuu Keiji Gavan: The Movie (海賊戦隊ゴーカイジャーVS宇宙刑事ギャバン THE MOVIE, Kaizoku Sentai Gōkaijā Tai Uchū Keiji Gyaban Za Mūbī)
- Uchuu Keiji Gavan: The Movie (宇宙刑事ギャバン　THE　MOVIE, Uchū Keiji Gyaban Za Mūbī)
- Kamen Rider × Super Sentai × Uchuu Keiji: Super Hero Taisen Z (仮面ライダー×スーパー戦隊×宇宙刑事 スーパーヒーロー大戦Z, Kamen Raidā × Sūpā Sentai × Uchū Keiji: Supā Hīrō Taisen Zetto)
- Space Squad: Gavan vs. Dekaranger (スペース・スクワッド ギャバンVSデカレンジャー, Supēsu Sukuwaddo Gyaban Tai Dekarenjā)

### Personagens exclusivos do Filme 1 e 2
- Geki Juumonji/Gavan Type G - Protagonista de Gavan:O Filme. Ex-piloto de Sidecar e ex-astronauta. Apareceu nos filmes da série Kaizoku Sentai Gokaiger e no Filme de Gavan. Ele e seu companheiro Touya se acidentam no espaço. Ele não consegue salvar Touya, mas é se livra do Buraco de Minhoca e se sente culpado por isso. Torna-se Gavan como apenas um recruta normal. Mas é bastante determinado e mesmo assim, não chega perto do antigo Gyaban.
- Shelly - Parceira de Geki, sobrinha do Comandante Kom e prima da Mimi. Bastante ingênua, mas também possui técnicas ágeis para fugir dos inimigos, lembrando um pouco a Mimi Shelly e apaixonada pelo Geki e sente ciumes quando uma garota olha para ele e também toma atitudes infantis quando quer defender esse amor que ela tem pelo Geki
- Itsuki Kawai - Pesquisadora em astrofísica e amiga de infância de Geki e ex-namorada de Touya. Chegou a ter sido sequestrada por Brighton e é usada para ser o corpo de Don Holler, mas Gavan a salva.
- Kai Hyuga - Novo Sharivan, ajuda Gavan na luta contra os vilões.
- Shu Karasuma - Novo Shaider, ajuda Gavan na luta contra os vilões.
- Erina - Nova secretária do Comandante Kom.
- Touya Okuma/Brighton - Touya era o amigo de infância de Geki. Ele havia sido quase engolido pelo Buraco de Minhoca até que o fantasma de Don Holler o salva e lhe oferece uma armadura dourada lhe deixando poderoso. Tornou-se o líder de Makuu e junto com seus subordinados, tenta executar o plano para ressuscitar Don Holer. No fim, termina sendo ferido na luta contra Gavan e morre.
- Zan Vardo - Guerreiro na forma de homem-dragão que utiliza a armadura de SanDorba melhorada e suas técnicas também. Ele havia sido morto por Gavan, foi ressuscitado por Brighton. É morto na segunda vez por Shaider.
- Majon Kill - Uma general de Makuu com poderes mágicos e armada com um chicote. Foi morta por Sharivan.
- Lizard Doubler - O último monstro Makuu, mas com a posição de general tal como os outros anteriores. Foi morto pelo Gavan original.

## Jogos Eletrônicos
- The Space Sheriff Spirits erro em {{japonês}}: Texto em japonês ou romaji necessário (ajuda) - Jogo eletrônico lançado em 25 de maio de 2006 do gênero Ação que possui 2 modos de jogo. O Modo Gavan no qual é um resumo jogável dos episódios da série(ep. 1, 13-14, 24, 30-31, 39, 42-43); O modo Uchuu Keiji que une o três detetives espaciais na luta contra a Rainha das Trevas Galáctica que seria parte da cronologia dos heróis após a morte de Kubilai; Modo Battle Royal que joga-se ao estilo Street Fighter escolhendo qualquer herói para lutar; E por último o modo Survival que escolhe qualquer herói para poder lutar contra uma quantidade ilimitada de oponentes sem ser derrotado.

## Elenco

### Atores japoneses
- Takeshi Ichijouji/Gaban - Kenji Ohba
- Mimi - Wakiko Kano
- Comandante Kom - Toshiaki Nishizawa
- Marin - Kyoko Nashiro
- Voicer - Sonny Chiba
- Kojiro Oyama - Noboru Mitsutani
- Tamiko Ichijouji - Tamie Kubata
- Tsukiko Hoshino - Aiko Tachibana
- Maku - Morita Sakamoto
- Gousuke Fuji - Jun Tatara
- Shigeru Touyama - Shinichi Kase
- Don Holler - Shozo Iizuka (Episódios 1-10), Takeshi Watabe (Episódios 11-44)
- Hunter Killer - Michiro Ida
- Kiba - Noboru Mitani
- Sandorba - Ken Nishida
- Narrador - Issei Masamune

### Participações Especiais
- Guerreiros-Doubler - Satoshi Kurihara, Masashi Ishibashi e Shun Ueda
- Monstro Samurai Ari (forma humana) - Susumu Kurobe
- Go Daijoji/Hyou Doubler - Shinji Todo
- Honey - Machiko Soga
- Monica (jovem) - Hitomi Yoshioka
- Paul - Hirohisa Nakata
- Alan - Hiroshi Miyauchi
- Double Monster - Hideyo Amamoto
- Polial - Touta Tarumi
- Den Iga/Sharivan - Hiroshi Watari

### Dubladores brasileiros
- Takeshi Ichijouji/Gaban - Orlando Prado (Episódios do 1 ao 3)/Marco Ribeiro (Episódios 4 até o fim)
- Mimi - Miriam Ficher
- Don Holler - André Luiz Chapéu
- Hunter Killer (Caçador Maligno) - Leonardo José
- Sandorba - Waldyr Santana
- Kiba - Sônia Ferreira
- Comandante Kom - Dário de Castro
- Marin - Ilka Pinheiro
- Kojiro - Carlos Siedl (Episódios do 1 ao 13)/Ionei Silva (Episódios 14 até o fim)
- Den Iga/Sharivan - Oberdan Junior
- Tsukiko - Nair Amorim
- Sr. Gousuke - Miguel Rosemberg
- Narrador - Márcio Seixas
- Estúdio - VTI Rio[carece de fontes?]

## Músicas
Abertura
- "Uchuu Keiji Gavan" (宇宙刑事ギャバン, Uchū Keiji Gyaban)
- Letra: Keisuke Yamakawa
- Composição: Michiaki Watanabe
- Arranjo: Koji Makaino
- Artista: Akira Kushida

Encerramento
- "Hoshizora no Message" (星空のメッセージ, Hoshizora no Messēji)
- Letra: Keisuke Yamakawa
- Composição: Michiaki Watanabe
- Arranjo: Koji Makaino
- Artista: Akira Kushida